# Anröchte
Anröchte är en kommun och ort i Kreis Soest i Regierungsbezirk Arnsberg i förbundslandet Nordrhein-Westfalen i Tyskland.